# Levide socken
Levide socken ingick i Gotlands södra härad, ingår sedan 1971 i Gotlands kommun och motsvarar från 2016 Levide distrikt.
Socknens areal är 31,89 kvadratkilometer, varav 31,88 land. År 2020 fanns här 329 invånare. Sockenkyrkan Levide kyrka ligger i socknen.
Levide socken utsågs 2002 till "Årets socken" på Gotland.

## Administrativ historik
Levide socken har medeltida ursprung. Socknen tillhörde Fardhems ting som i sin tur ingick i Hoburgs setting i Sudertredingen.
Vid kommunreformen 1862 övergick socknens ansvar för de kyrkliga frågorna till Levide församling och för de borgerliga frågorna bildades Levide landskommun. Landskommunen inkorporerades 1952 i Hemse landskommun och ingår sedan 1971 i Gotlands kommun.
1 januari 2016 inrättades distriktet Levide, med samma omfattning som församlingen hade 1999/2000.  
Socknen har tillhört samma fögderier och domsagor som Gotlands södra härad. De indelta båtsmännen tillhörde Gotlands andra båtsmanskompani.

## Geografi
Levide socken ligger i inlandet av södra Gotland. Socknen är odlad slättbygd i söder och öster och skogsbygd i nordväst.

### Gårdsnamn
Ajsarve, Alskute, Bocksarve, Bofride, Bondarve, Bringsarve, Burge, Dals, Hallbåter, Lajves, Magnuse, Mallgårds, Ollajvs, Pejnarve, Prästgården, Sallmunds, Skinnarve, Skogs, Stenstugu, Tummelbos.

## Fornlämningar
Några sliprännestenar finns i socknen. Från bronsåldern finns några stora gravrösen. Från järnåldern finns tio gravfält och stensträngar. Två runristningar är kända. Sex vikingatida silverskatter har påträffats.

## Namnet
Namnet (1300-talet Liewidj) kommer troligen från gårdsnamnet ''Laijves. Namnet kan sedan innehålla mansnamnet Laifvidh.
Före 23 augusti 1940 skrev namnet även Levede socken.

## Befolkningsutveckling
| Befolkningsutvecklingen i Levide socken 1790–2020 | Befolkningsutvecklingen i Levide socken 1790–2020 | Befolkningsutvecklingen i Levide socken 1790–2020 | Befolkningsutvecklingen i Levide socken 1790–2020 | Befolkningsutvecklingen i Levide socken 1790–2020 |
| --- | ------------------------------------------------- | ------------------------------------------------- | ------------------------------------------------- | ------------------------------------------------- |
| |                                                   |                                                   |                                                   |                                                   |
| År |                                                   |                                                   | Folkmängd                                         |                                                   |
| 1790 | 1790                                              |                                                   | 459                                               |                                                   |
| 1800 | 1800                                              |                                                   | 492                                               |                                                   |
| 1810 | 1810                                              |                                                   | 385                                               |                                                   |
| 1820 | 1820                                              |                                                   | 447                                               |                                                   |
| 1830 | 1830                                              |                                                   | 449                                               |                                                   |
| 1840 | 1840                                              |                                                   | 444                                               |                                                   |
| 1850 | 1850                                              |                                                   | 492                                               |                                                   |
| 1860 | 1860                                              |                                                   | 524                                               |                                                   |
| 1870 | 1870                                              |                                                   | 582                                               |                                                   |
| 1880 | 1880                                              |                                                   | 618                                               |                                                   |
| 1890 | 1890                                              |                                                   | 570                                               |                                                   |
| 1900 | 1900                                              |                                                   | 517                                               |                                                   |
| 1910 | 1910                                              |                                                   | 541                                               |                                                   |
| 1920 | 1920                                              |                                                   | 550                                               |                                                   |
| 1930 | 1930                                              |                                                   | 556                                               |                                                   |
| 1940 | 1940                                              |                                                   | 583                                               |                                                   |
| 1950 | 1950                                              |                                                   | 573                                               |                                                   |
| 1960 | 1960                                              |                                                   | 489                                               |                                                   |
| 1970 | 1970                                              |                                                   | 429                                               |                                                   |
| 1980 | 1980                                              |                                                   | 369                                               |                                                   |
| 1990 | 1990                                              |                                                   | 347                                               |                                                   |
| 2000 | 2000                                              |                                                   | 403                                               |                                                   |
| 2010 | 2010                                              |                                                   | 382                                               |                                                   |
| 2020 | 2020                                              |                                                   | 329                                               |                                                   |
| Anm: Folkmängden för 1790 och 1800 avser hela pastoratet. Källor: Umeå universitet - Tabellverket 1749-1859, Demografiska databasen, CEDAR, Umeå universitet, Befolkningsutvecklingen i Gotlands socknar 2000 - 2010, Befolkning per församling, Folkmängden per distrikt, landskap, landsdel eller riket efter kön. År 2015 - 2022. |                                                   |                                                   |                                                   |                                                   |

### Fotnoter
1. 1 2  Svensk Uppslagsbok andra upplagan 1947–1955: Levide socken
2. ↑  ”Folkmängden per distrikt, landskap, landsdel eller riket efter kön. År 2015 - 2022”. Statistikdatabasen. Statistiska centralbyrån. http://www.statistikdatabasen.scb.se/pxweb/sv/ssd/START__BE__BE0101__BE0101A/FolkmangdDistrikt/. Läst 23 april 2023.
3. ↑  ”Levide blev årets socken 2002”. Sveriges Radio. http://sverigesradio.se/sida/artikel.aspx?programid=94&artikel=26132. Läst 14 augusti 2012.
4. ↑  Harlén, Hans; Harlén Eivy (2003). Sverige från A till Ö: geografisk-historisk uppslagsbok. Stockholm: Kommentus. Libris 9337075. ISBN 91-7345-139-8
5. ↑  Administrativ historik för Levide socken (Klicka på församlingsposten). Källa: Nationella arkivdatabasen, Riksarkivet.
6. ↑  Om Gotlands båtsmanskompani
7. 1 2  Sjögren, Otto (1931). Sverige geografisk beskrivning del 2 Östergötlands, Jönköpings, Kronobergs, Kalmar och Gotlands län. Stockholm: Wahlström & Widstrand. Libris 9939
8. 1 2 3  Nationalencyklopedin
9. ↑  Förteckning över slipskåror
10. ↑  Fornlämningar, Statens historiska museum: Levide socken
11. ↑  Fornminnesregistret, Riksantikvarieämbetet: Levide socken Fornminnen i socknen erhålls på kartan genom att skriva in sockennamn (utan "socken") i "Ange geografiskt område"
12. ↑  Mats Wahlberg, red (2003). Svenskt ortnamnslexikon. Uppsala: Institutet för språk och folkminnen. Libris 8998039. ISBN 91-7229-020-X. https://isof.diva-portal.org/smash/get/diva2:1175717/FULLTEXT02.pdf